# Rostworowscy herbu Nałęcz

Herb Nałęcz

Odmiana hrabiowska herbu Nałęcz używana przez Rostworowskich

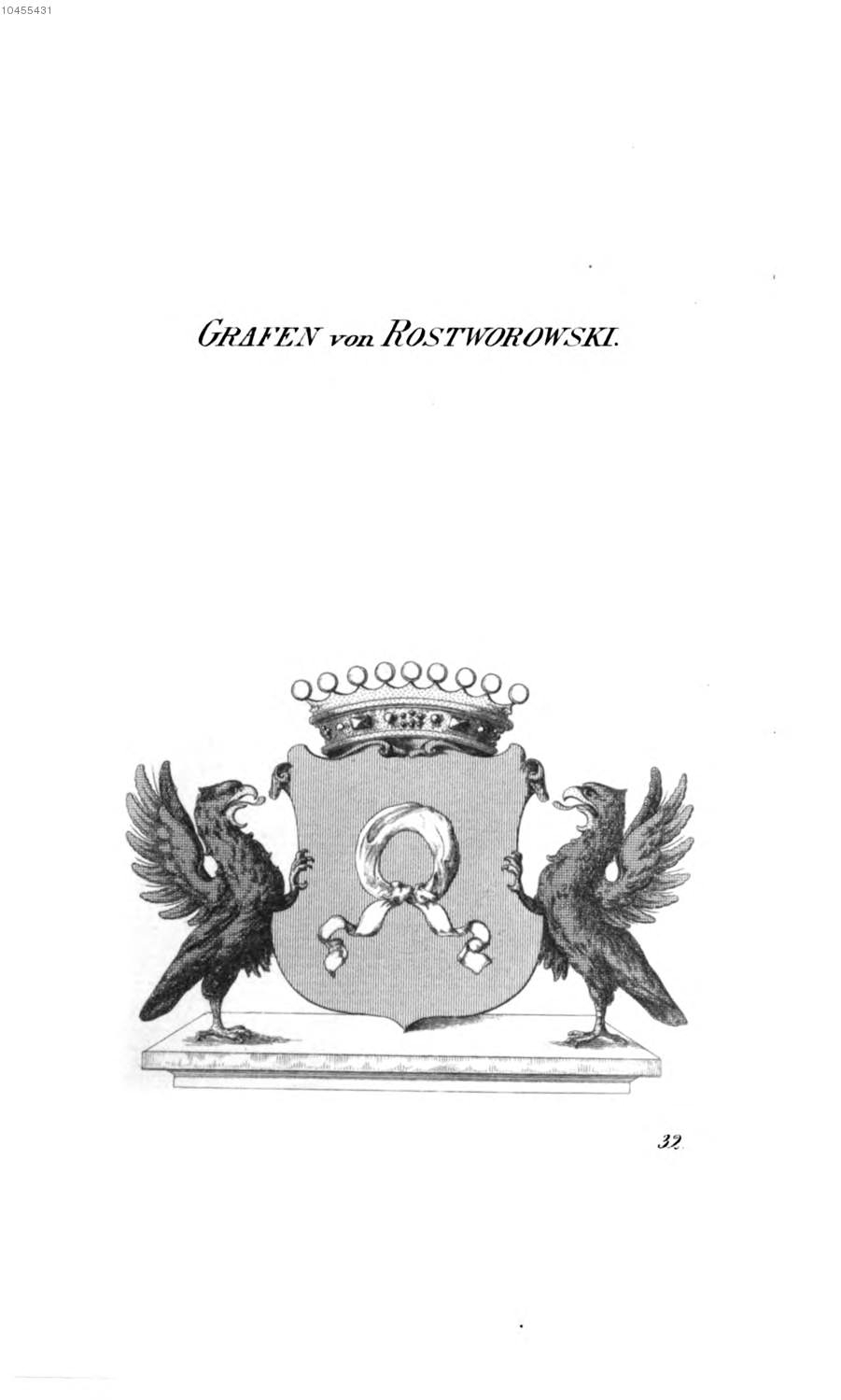
Herb hrabiów Rostworowskich w: J.A. Tyroff, Wappenbuch des österreichischen Monarchie, Nürnberg 1831–1868

Rostworowscy (czasem też Roztworowscy) herbu Nałęcz – polska rodzina szlachecka i ziemiańska.
Ród Rostworowskich – gałąź średniowiecznego klanu Nałęczów – wywodzi się z wsi Rostworowo pod Poznaniem, skąd w późniejszym okresie jego przedstawiciele przenieśli się na inne ziemie Rzeczypospolitej, przede wszystkim do Małopolski, na Lubelszczyznę, Podlasie, Mazowsze, Litwę oraz Ruś. Już Bartosz Paprocki pisał w Herbach rycerstwa polskiego (1584) o Rostworowskich herbu Nałęcz jako „domie [...] w Wielkiej Polszcze starodawnym”.
Wysoką pozycję rodu zaczął budować kasztelan przemęcki Jakub (zm. 1631), którego żona była bratanicą i wychowanicą Łukasza Opalińskiego. Do III rozbioru, czterech Rostworowskich zasiadło w Senacie, co było jednym z powodów, dla których od końca XVIII w. znaczna część przedstawicieli tego rodu używała tytułu hrabiowskiego (wśród innych przyczyn była znaczna zamożność oraz arystokratyczny status wynikający z koligacji). Próby formalnego zatwierdzenia tego tytułu w Austrii, podjęte przez kasztelanica zakroczymskiego Andrzeja Rostworowskiego w r. 1828, nie powiodły się, mimo że w dyplomie hrabiowskim przyznanym potomkom Jakuba Komorowskiego, jego córka, a żona Andrzeja, została uwzględniona jako „po mężu hrabina Rostworowska”. Bez względu na ten fakt, Rostworowscy używali tytułu hrabiowskiego, jak również byli w ten sposób tytułowani (również w oficjalnych dokumentach) aż do XX w. W istocie pozostali "hrabiami kopertowymi", a ich tytułowanie niekiedy przyjmowało kuriozalne formy balansujące na granicy fałszerstwa źródeł historycznych.
Od XVIII w. Rostworowscy weszli w związki małżeńskie z takimi rodzinami jak np. Czartoryscy, Czetwertyńscy, Potoccy, Małachowscy, Dzieduszyccy, Platerowie (zarówno Broel-Platerowie jak i Plater-Zyberkowie), Krasiccy, Sołtykowie, Popielowie, Lanckorońscy, Komorowscy, Łubieńscy, Hutten-Czapscy, Moszyńscy, Mycielscy, Mielżyńscy, Lubienieccy, Sobańscy, Dzierżykraj Morawscy, Przewłoccy, Żółtowscy, natomiast po kądzieli skoligacili się m.in. z Habsburgami, Radziwiłłami i Sapiehami.
Dewizą tego rodu jest łacińska sentencja: „Nil conscire sibi” (pol.: „nie mieć sobie nic do zarzucenia”).
Rostworowscy byli ostatnimi właścicielami miasta Tykocin.

## Przedstawiciele[9]
- Andrzej Rostworowski (1745-1831) – poseł na Sejm Wielki.
- Antoni Jan Rostworowski(inne języki) (1871-1934) – działacz ziemiański, współtwórca i dobrodziej Katolickiego Uniwersytetu Lubelskiego.
- Antoni Meliton Rostworowski (1789-1843) – ziemianin, oficer napoleoński, senator rosyjski.
- Emanuel Rostworowski (1923-1989) – historyk, redaktor naczelny Polskiego Słownika Biograficznego.
- Henryk Rostworowski (1912-1984) – pisarz i piosenkarz.
- Franciszek Ksawery Rostworowski (1749-1816) – uczestnik konfederacji barskiej.
- Franciszek Jan Rostworowski(inne języki) (zm. 1781) – współorganizator konfederacji barskiej.
- Jakub Rostworowski (1724-1781) – kasztelan santocki.
- Jan Rostworowski (1876-1963) – jezuita.
- Jan Rostworowski (1915-1944) – dziennikarz, cichociemny.
- Jan Rostworowski (1919-1975) – poeta.
- Jan Nepomucen Rostworowski (1799-1847) – ziemianin, jeden z prekursorów ludoznawstwa, poseł na sejm powstania listopadowego.
- Jan Antoni (Antoni Jan) Rostworowski) (ok. 1704-1775) – kasztelan zakroczymski, emisariusz Stanisława Leszczyńskiego.
- Jan Tadeusz Rostworowski(inne języki) (1779-1853) – pułkownik wojsk polskich.
- Jan Wiktoryn Rostworowski (1676-1743) – kasztelan wiski.
- Janusz Rostworowski (1811-1891) – dostojnik rosyjskiego dworu cesarskiego, filantrop.
- Jerzy Marian Rostworowski(inne języki) (1911-1986) – literat i malarz.
- Karol Hubert Rostworowski (1877-1938) – poeta, dramaturg.
- Karol Paweł Rostworowski (1874-1927) – kompozytor.
- Łukasz Jacek Rostworowski (1643-1691) – chorąży liwski.
- Marek Rostworowski (1921-1996) – historyk sztuki, kurator zbiorów Czartoryskich w Muzeum Narodowym w Krakowie, minister kultury.
- Maria z Rostworowskich Broel-Platerowa (1915-2016) – historyczka peruwiańska.
- Maria z Rostworowskich Książek (1949-2018) – tłumaczka i pisarka.
- Maria Franciszek Rostworowski (1874-1956) – biskup mariawicki.
- Michał Rostworowski (1864-1940) – prawnik, rektor Uniwersytetu Jagiellońskiego, sędzia Trybunału haskiego.
- Mikołaj Rostworowski (1925-1984) – publicysta, działacz PAX.
- Piotr Rostworowski (1910-1999) – benedyktyn, kameduła, przeor klasztorów w Tyńcu i na krakowskich Bielanach.
- Roman Rostworowski (1885-1954) – ziemianin, sadownik.
- Stanisław Rostworowski (1888-1944) – generał WP.
- Stanisław Kostka Rostworowski (1901–1977) – ziemianin, twórca letniska Wilga pod Warszawą.
- Stanisław Jakub Rostworowski (1858-1888) – malarz.
- Stanisław Jan Rostworowski (ur. 1934) – publicysta i działacz katolicki.
- Stefan Rostworowski(inne języki) (1784-1866) – marszałek szlachty guberni augustowskiej.
- Stefan Rostworowski(inne języki) (1921-2000) – malarz.
- Stefan Marian Rostworowski(inne języki) (1907-1981) – ekonomista i historyk, działacz WiN.
- Tadeusz Rostworowski (1860-1928) – architekt.
- Teresa z Rostworowskich Załuska (1676-1759) – oratorka, pisarka.
- Tomasz Rostworowski (1904-1974) – jezuita.
- Wojciech Rostworowski (1877-1952) – ziemianin, polityk, senator II RP.
- Zofia z Rostworowskich Łosiowa (1900-1962) – działaczka społeczna.
- Zofia z Rostworowskich Wesslowa (1867-1929) – filantropka, współfundatorka Katolickiego Uniwersytetu Lubelskiego.

## Powinowaci
- Maria z Broel-Platerów (1900-1972) – współtwórczyni letniska Wilga pod Warszawą, żona Stanisława Kostki Rostworowskiego.
- Jerzy Dietl (ur. 1927) – ekonomista, mąż Marii Teresy Rostworowskiej.
- Jan Dunin-Brzeziński (1883-1940) – oficer WP, zamordowany w Miednoje, mąż Marii Rostworowskiej.
- Marian Hutten-Czapski (1816-1875) – ziemianin, hipolog, pszczelarz, mąż Justyny Rostworowskiej.
- Teresa Maria z Czartoryskich(inne języki) (1923-1981) – rzeźbiarka i konserwatorka dzieł sztuki, żona Henryka Rostworowskiego.
- Stanisław Czerniewicz (∼1851-po 1912) – przemysłowiec, mąż Marii Józefy Rostworowskiej.
- Florian Kobyliński (1774-1843) – generał polski, prezes komisji wojewódzkiej płockiej, mąż Anny Rostworowskiej.
- Karolina z Kofflerów 1 v. Potocka (1812-1885) – filantropka, żona Janusza Rostworowskiego.
- Józef Wierusz-Kowalski (1866-1927) – fizyk, dyplomata (m.in. poseł przy Stolicy Apostolskiej), mąż Leonii Rostworowskiej.
- Kazimierz Morawski (1929-2012) – dziennikarz i polityk, mąż Konstancji Rostworowskiej.
- Adam Potocki (1776-1812) – ziemianin, pułkownik wojsk Księstwa Warszawskiego, mąż Marii Antoniny Rostworowskiej.
- Ferdinand von Wintzingerode (1770-1818) – generał rosyjski, mąż Heleny Rostworowskiej.

## Rezydencje

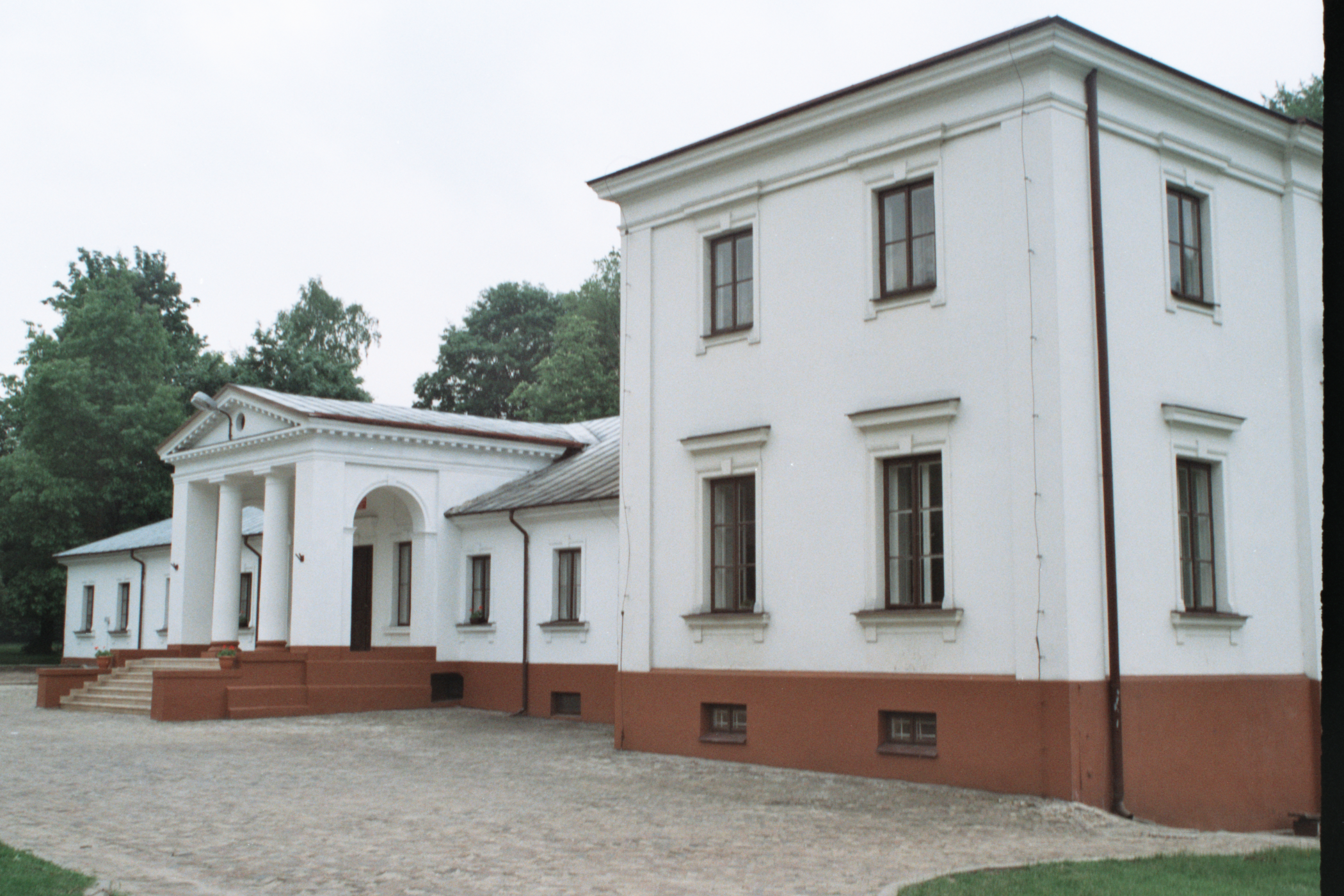
Pałac w Żyrzynie na Lubelszczyźnie
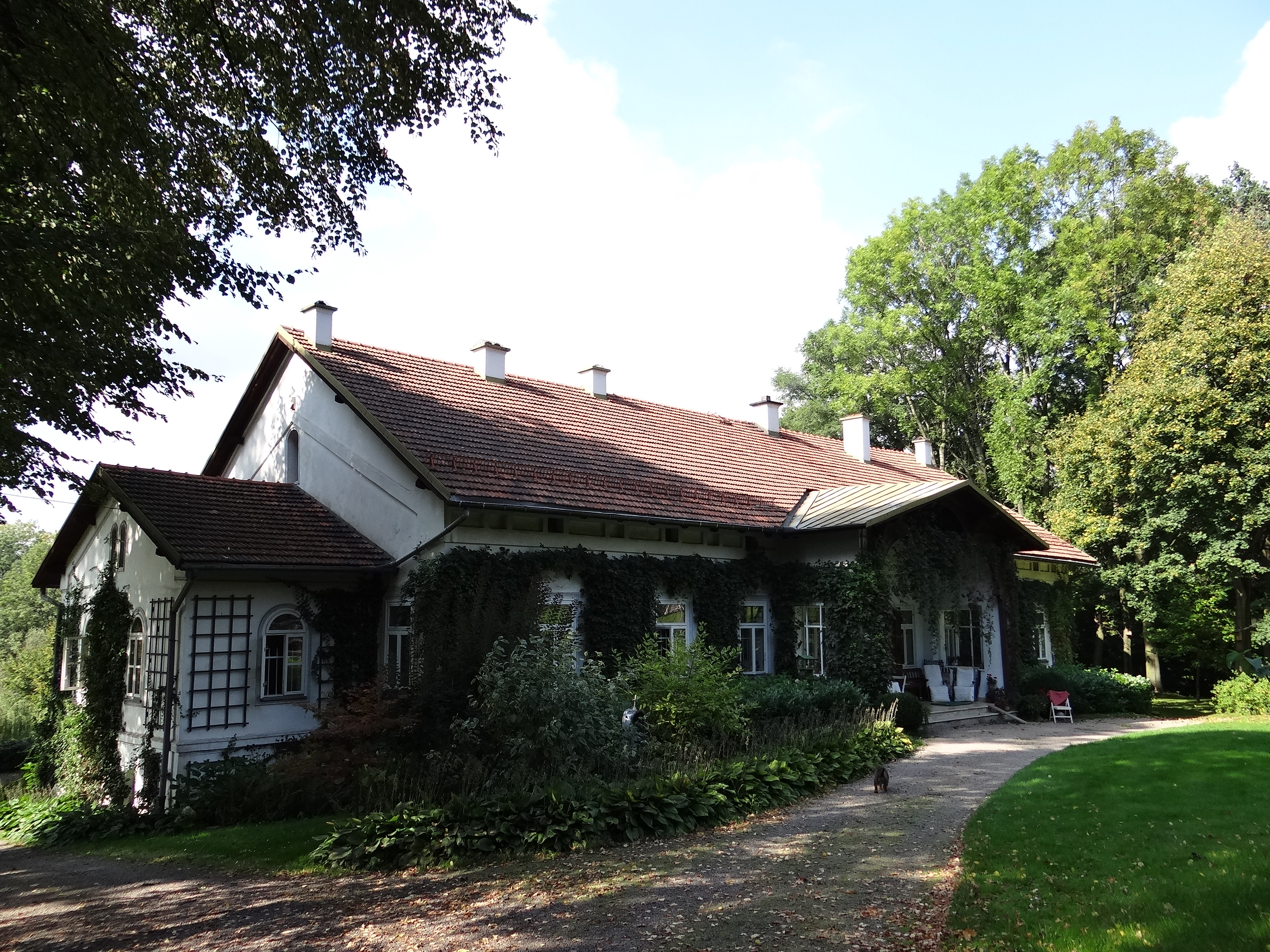
Dwór w Rybnej pod Krakowem
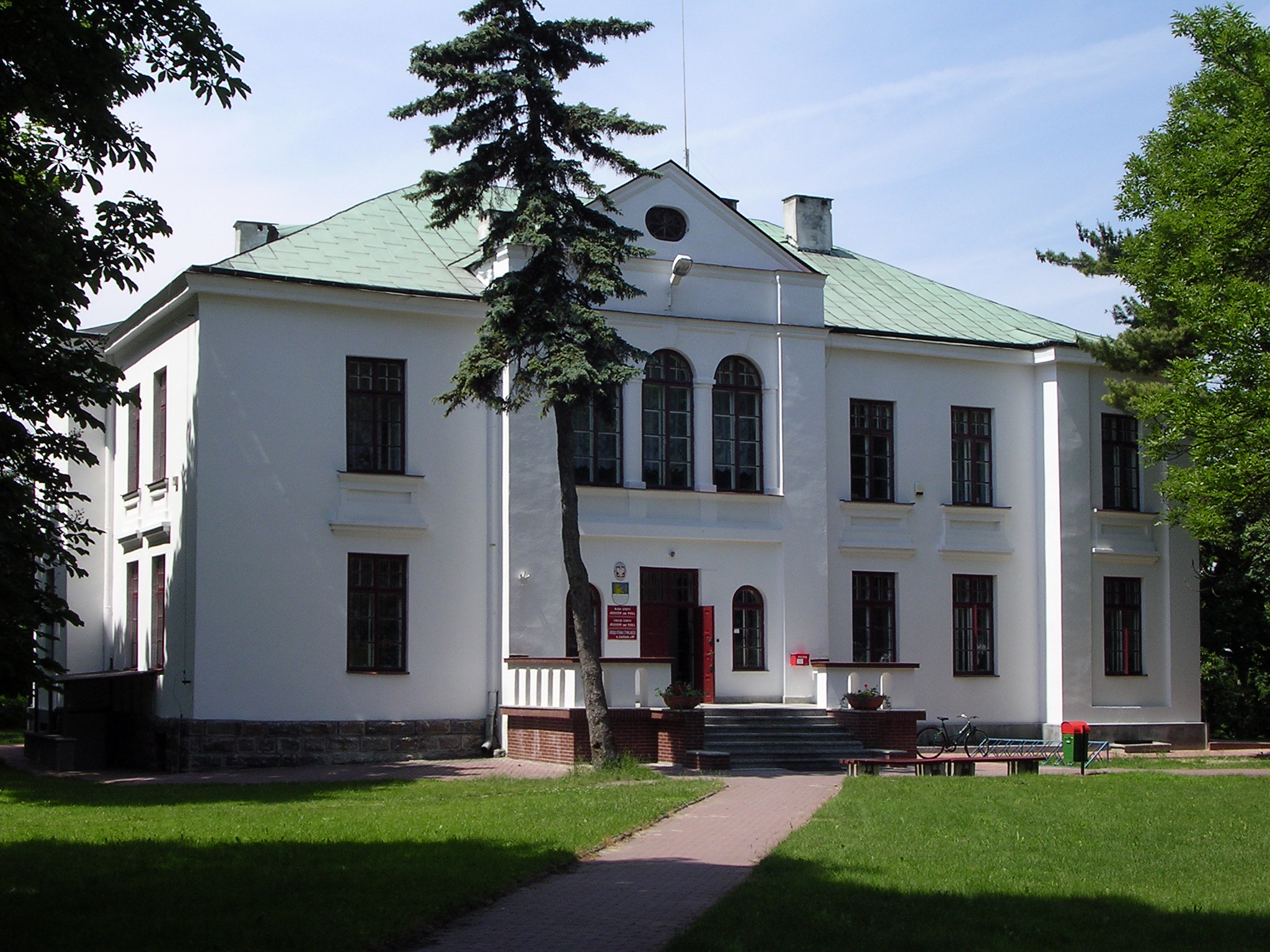
Pałac w Józefowie na Lubelszczyźnie
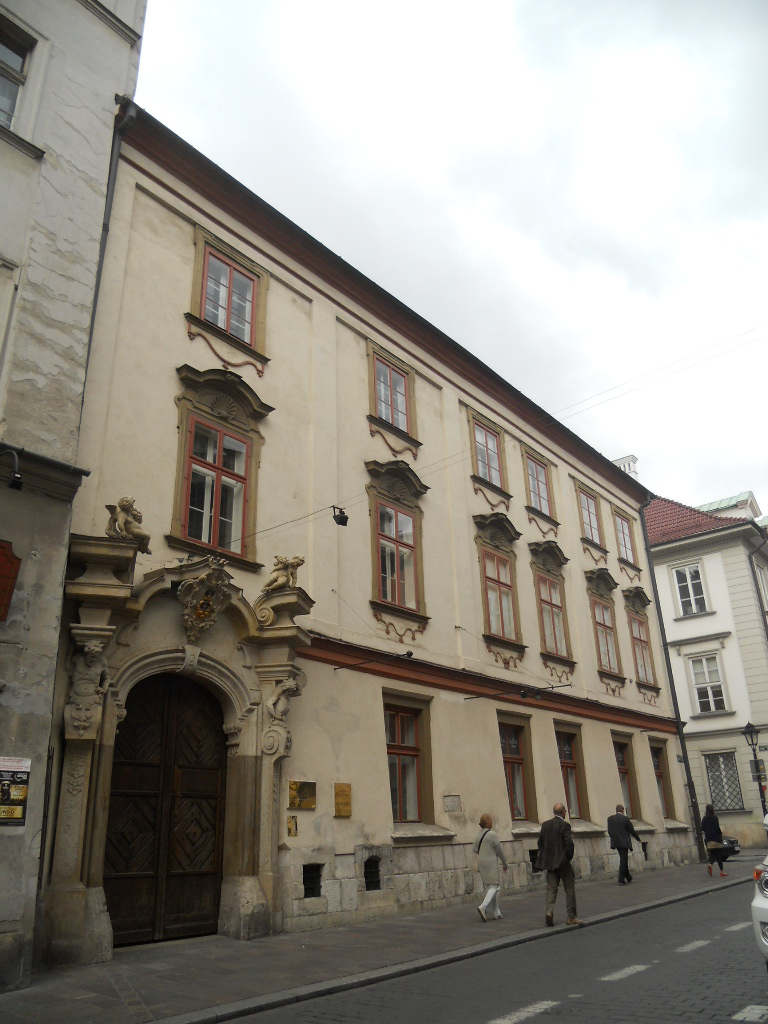
Pałac przy ul. św. Jana w Krakowie
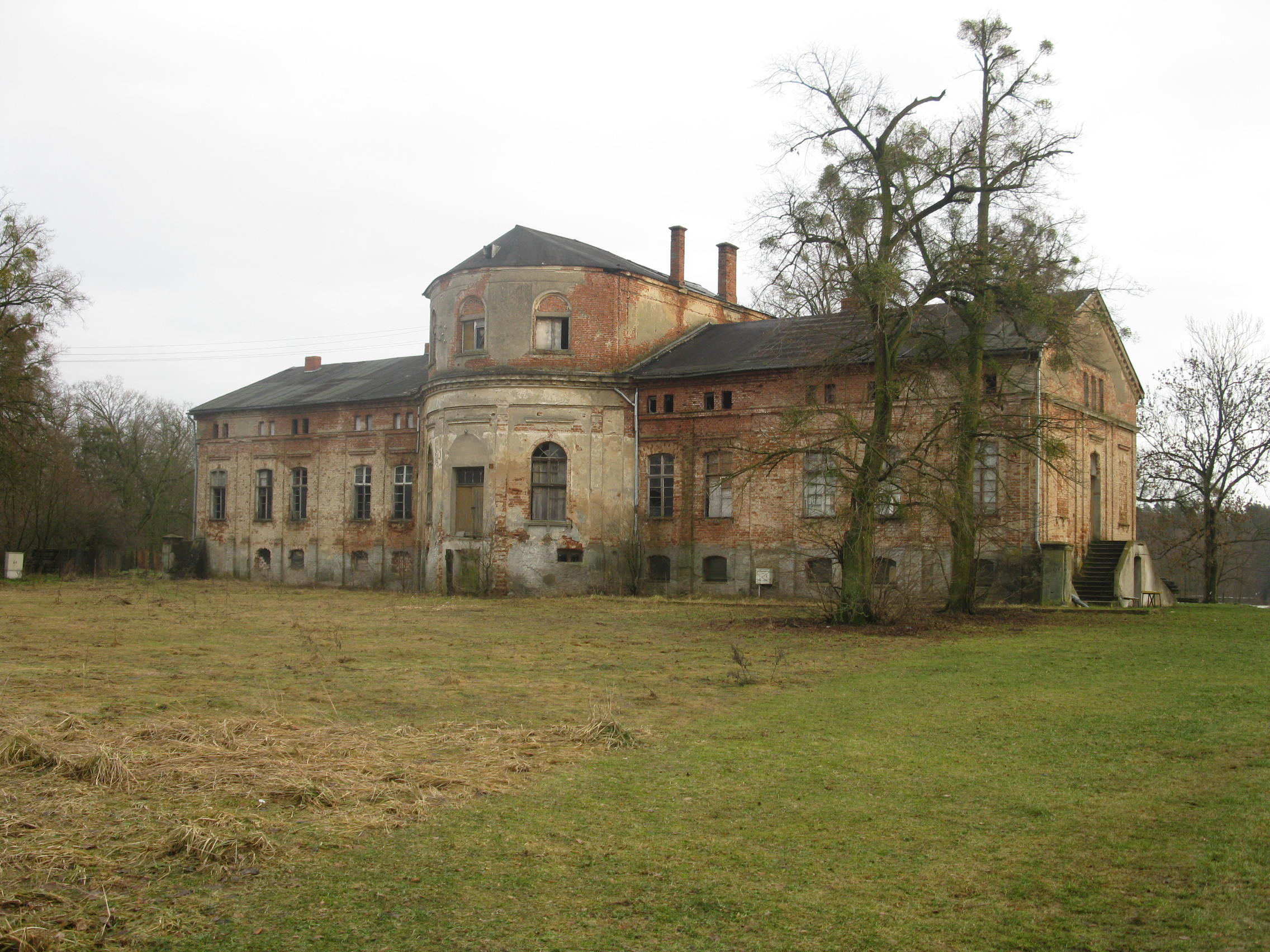
Pałac w Wełnie w Wielkopolsce
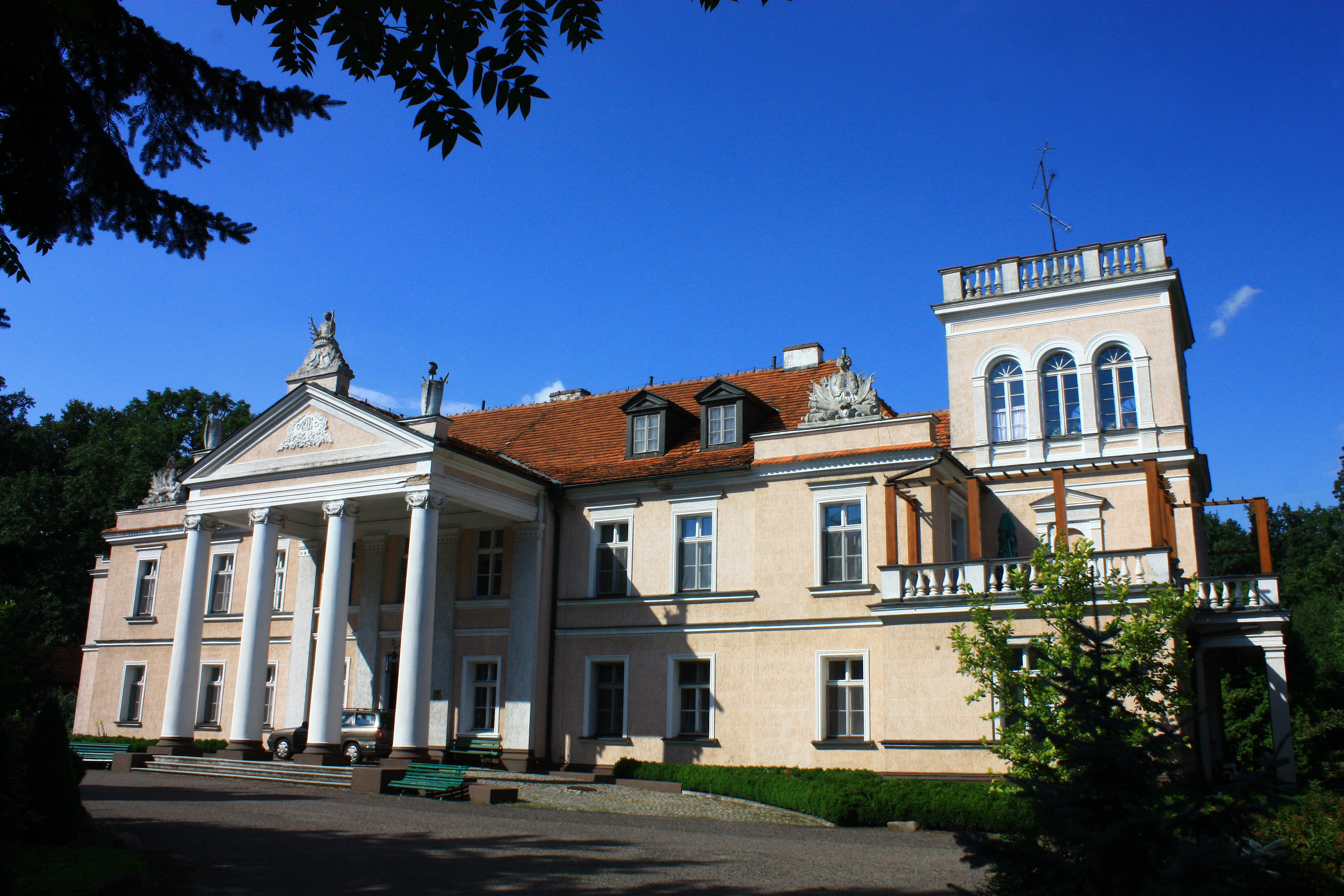
Pałac w Gębicach w Wielkopolsce
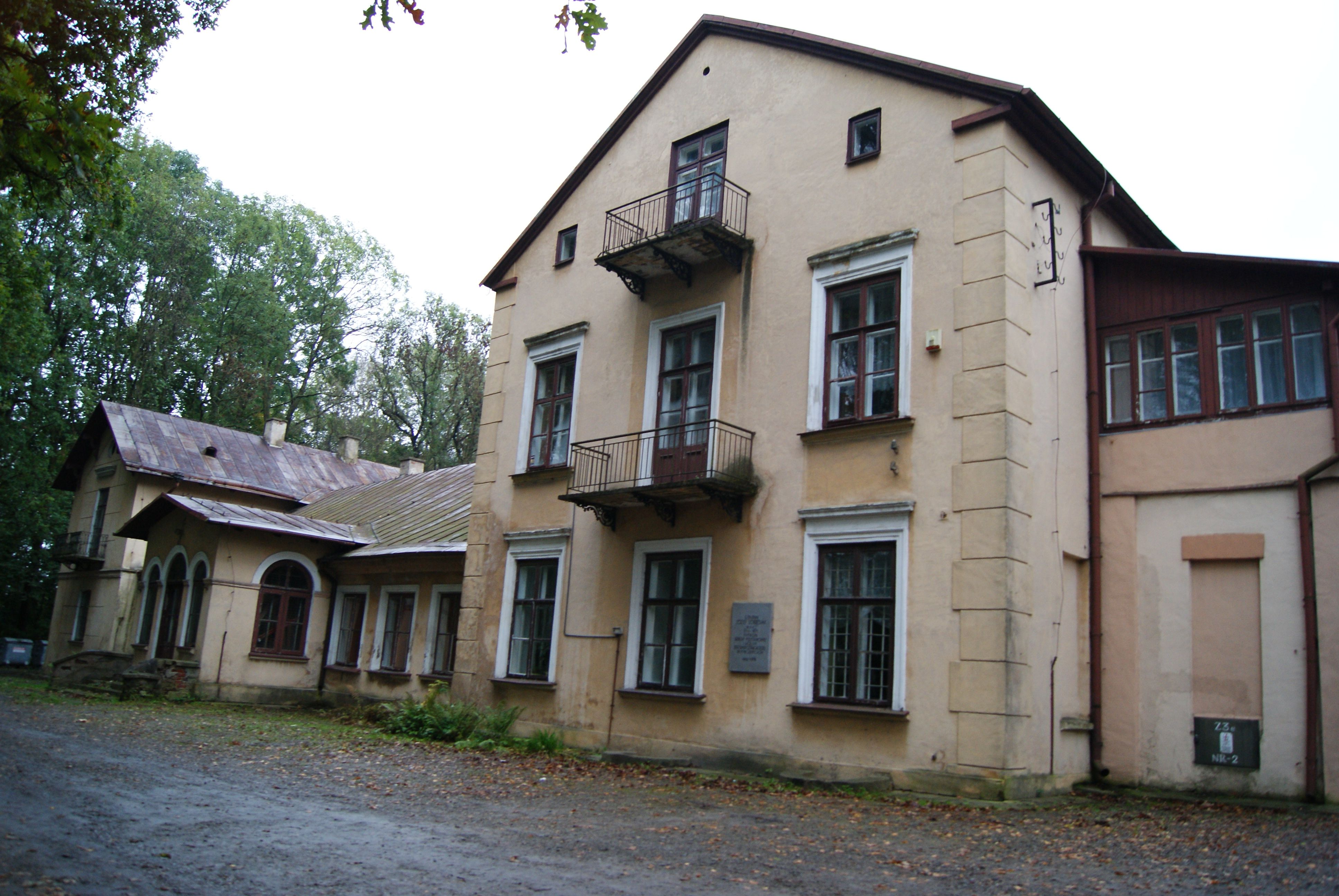
Dwór w Rybczewicach na Lubelszczyźnie
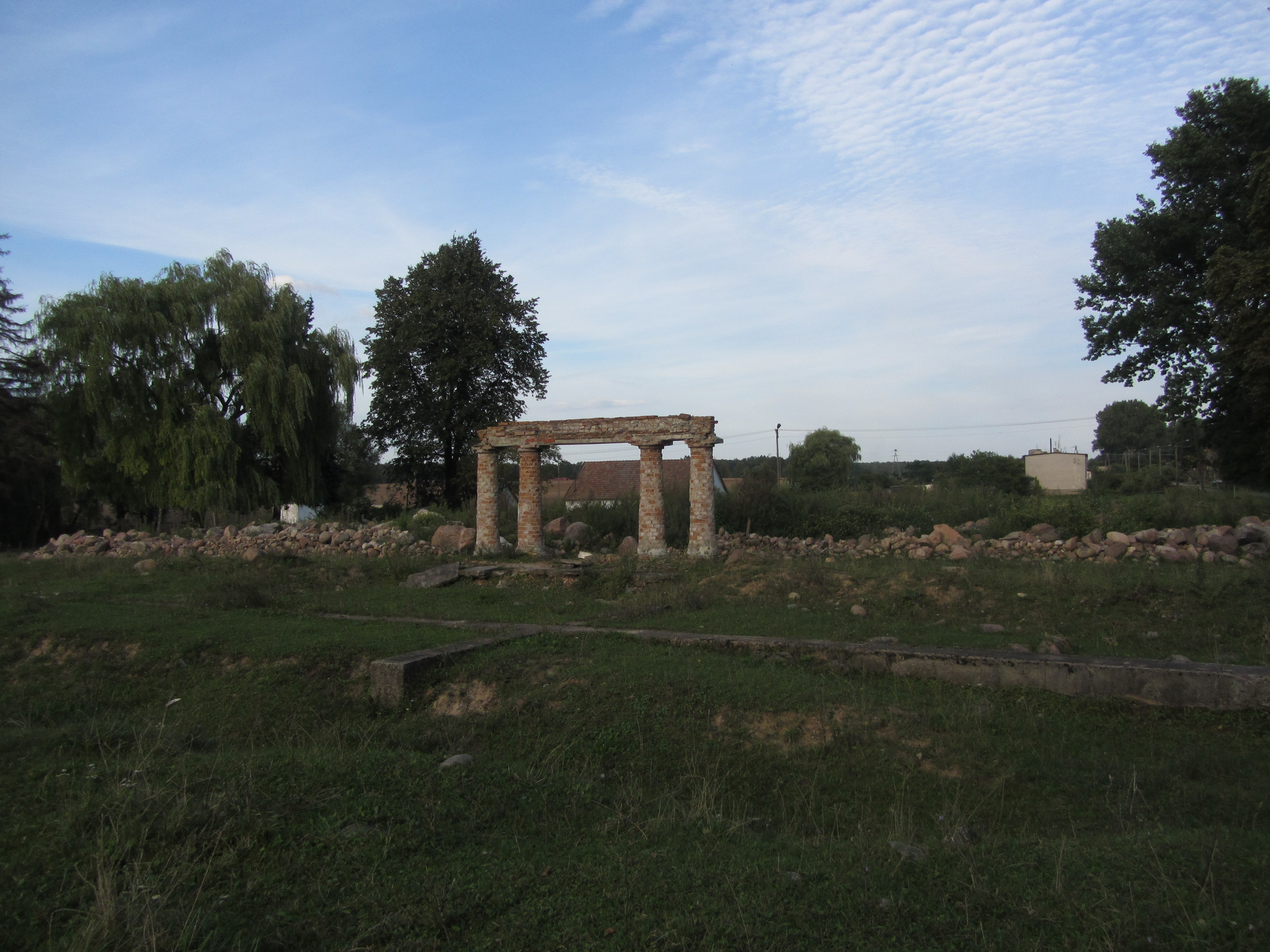
Ruiny dworu w Stelmachowie na Podlasiu
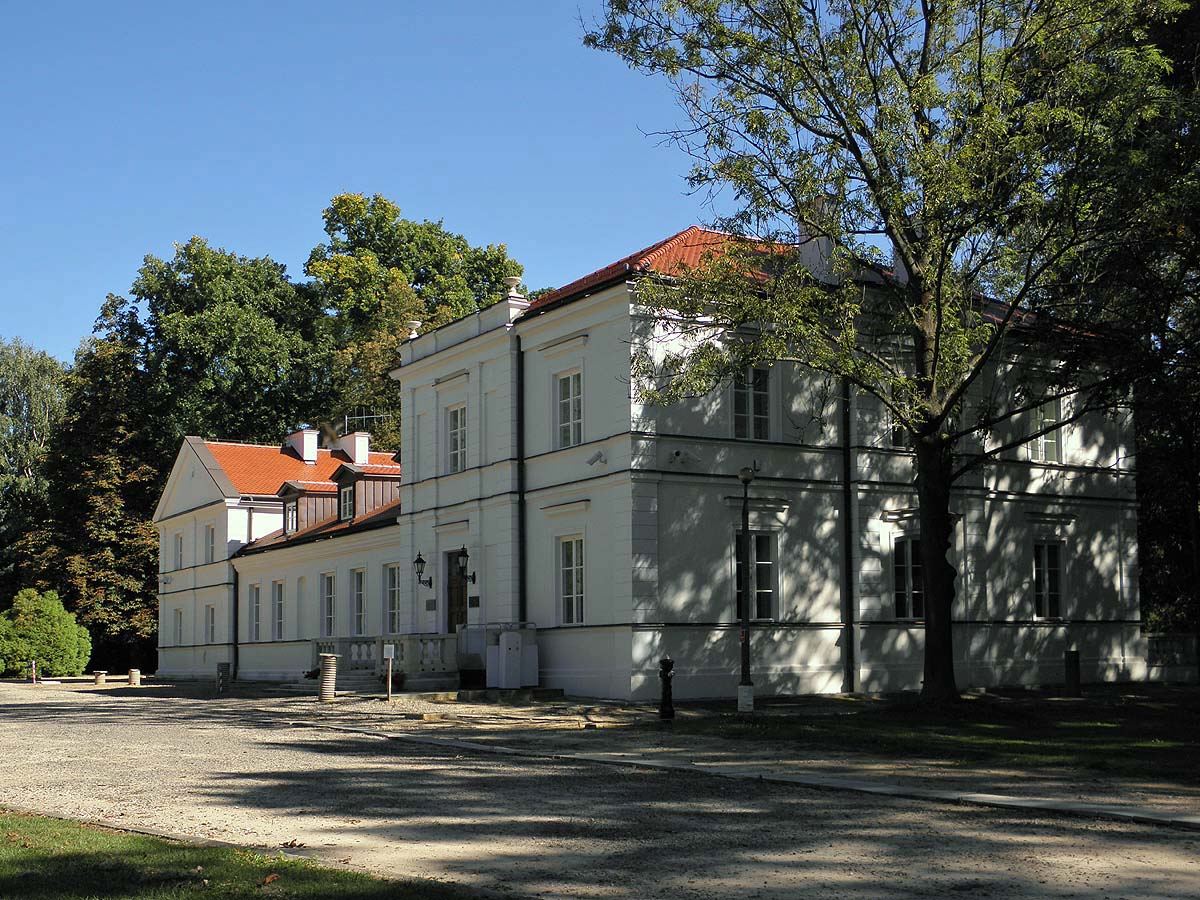
Dwór w Winiarach na Mazowszu (obecnie Muzeum Kazimierza Pułaskiego)
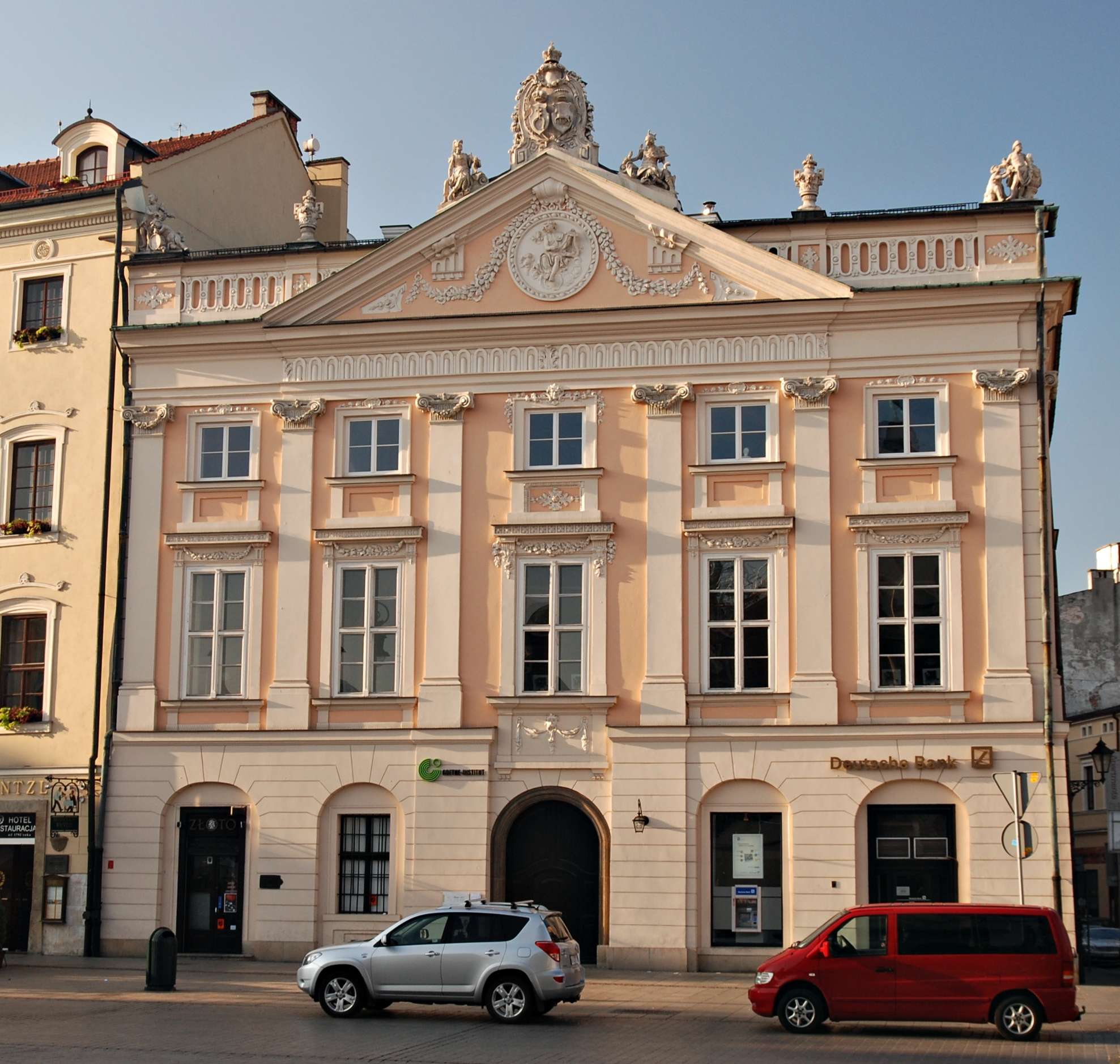
Pałac przy Rynku Głównym w Krakowie (w l. 20. XIX w. współwłasność Urszuli z Potulickich Rostworowskiej[10])

## Groby i pomniki

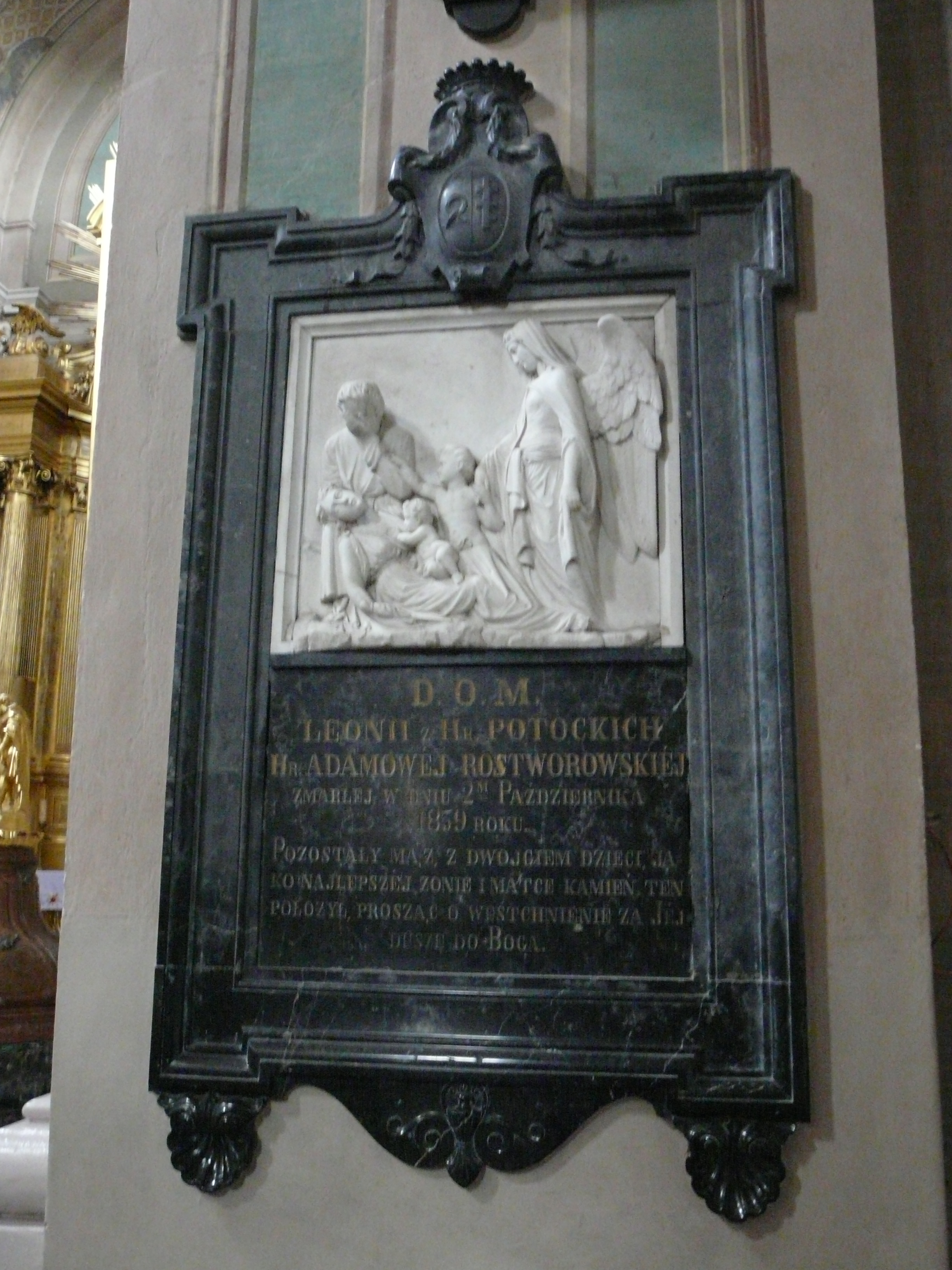
Epitafium Leonii z Potockich Adamowej Rostworowskiej (1827-59) w kościele parafialnym w Tykocinie
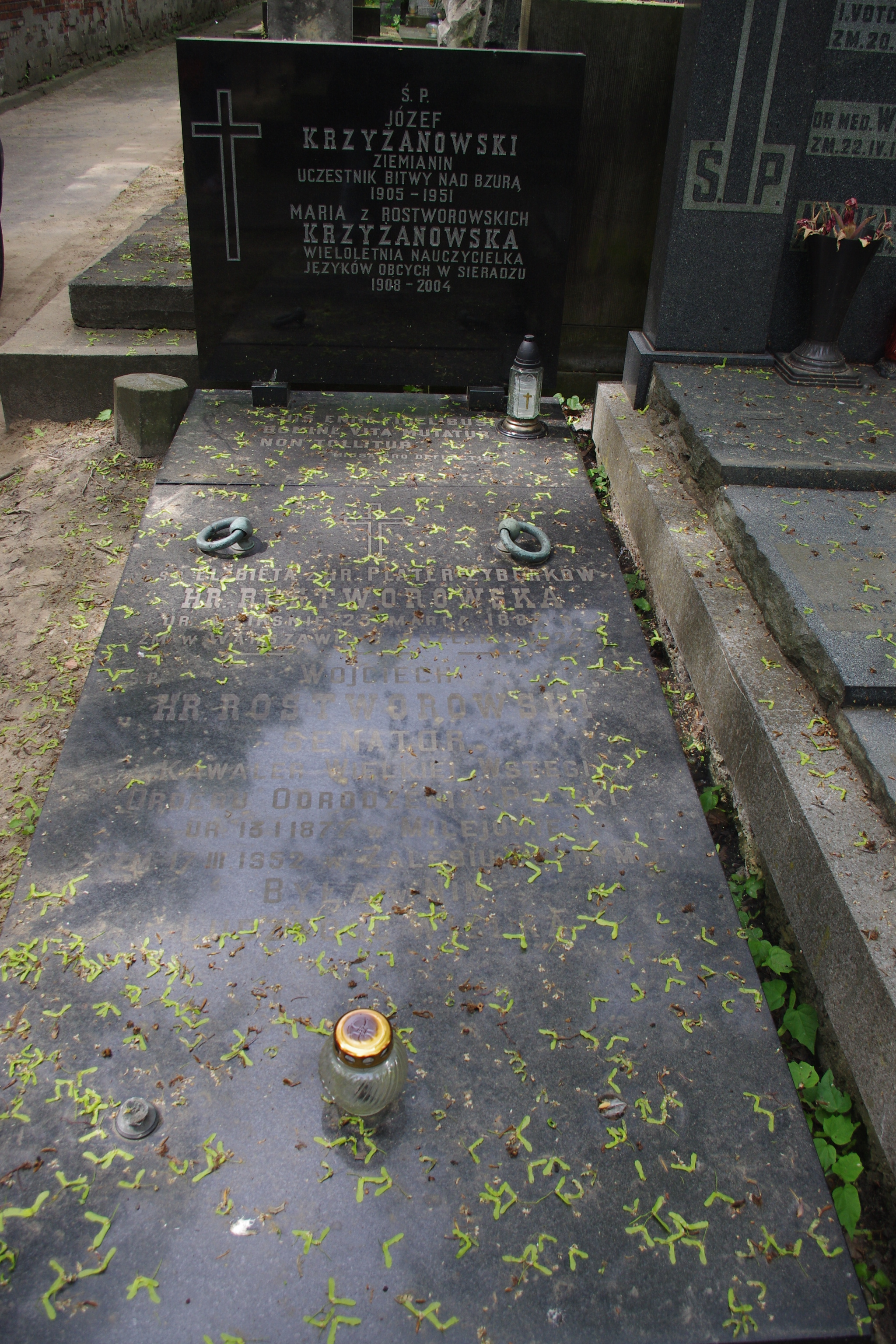
Grób rodziny Wojciecha (1877-1952) i Elżbiety z Plater-Zyberków (1887-1924) Rostworowskich na Cmentarzu Powązkowskim w Warszawie
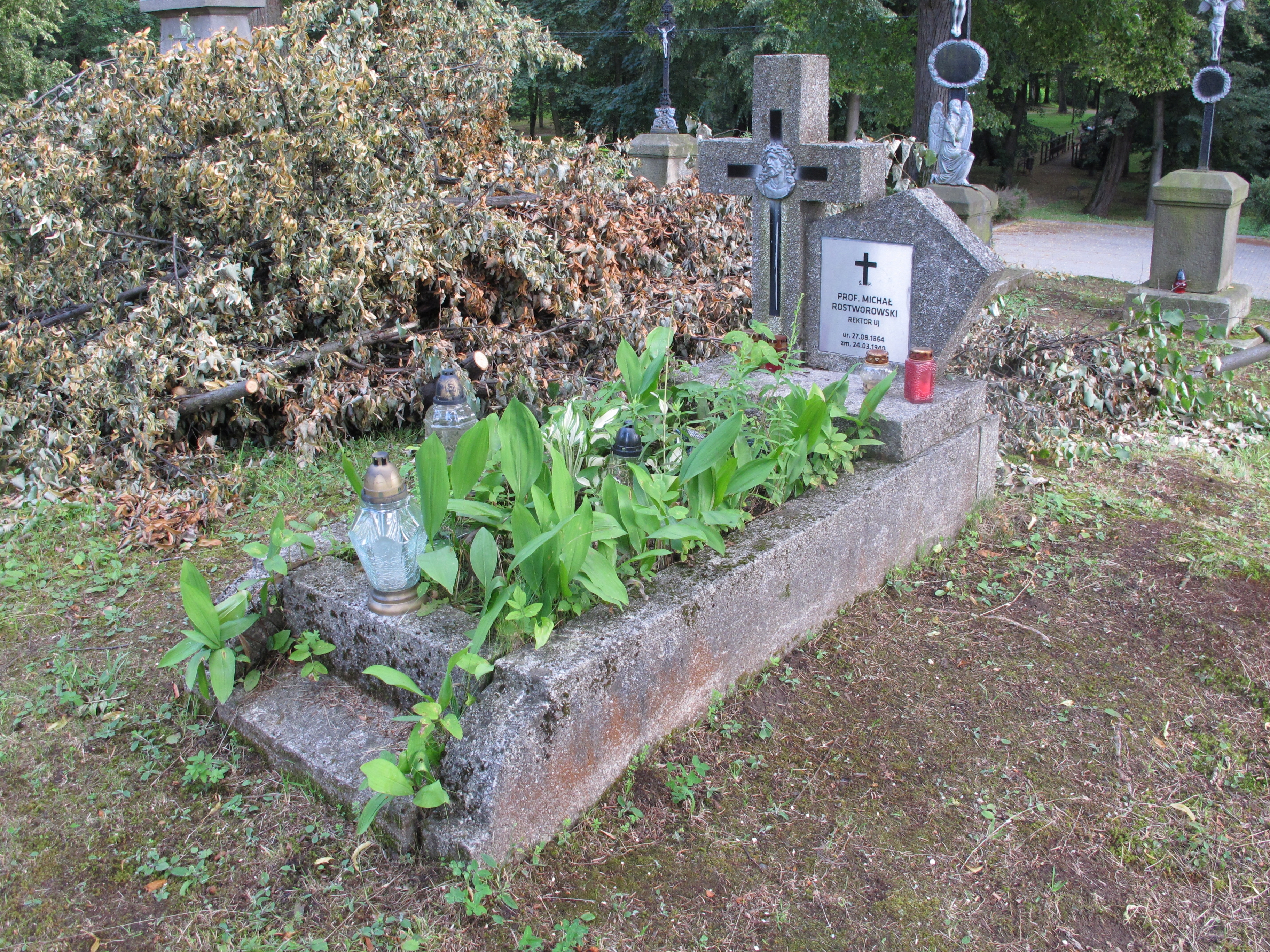
Grób prof. Michała Rostworowskiego (1864-1940) w Gromniku k. Tarnowa
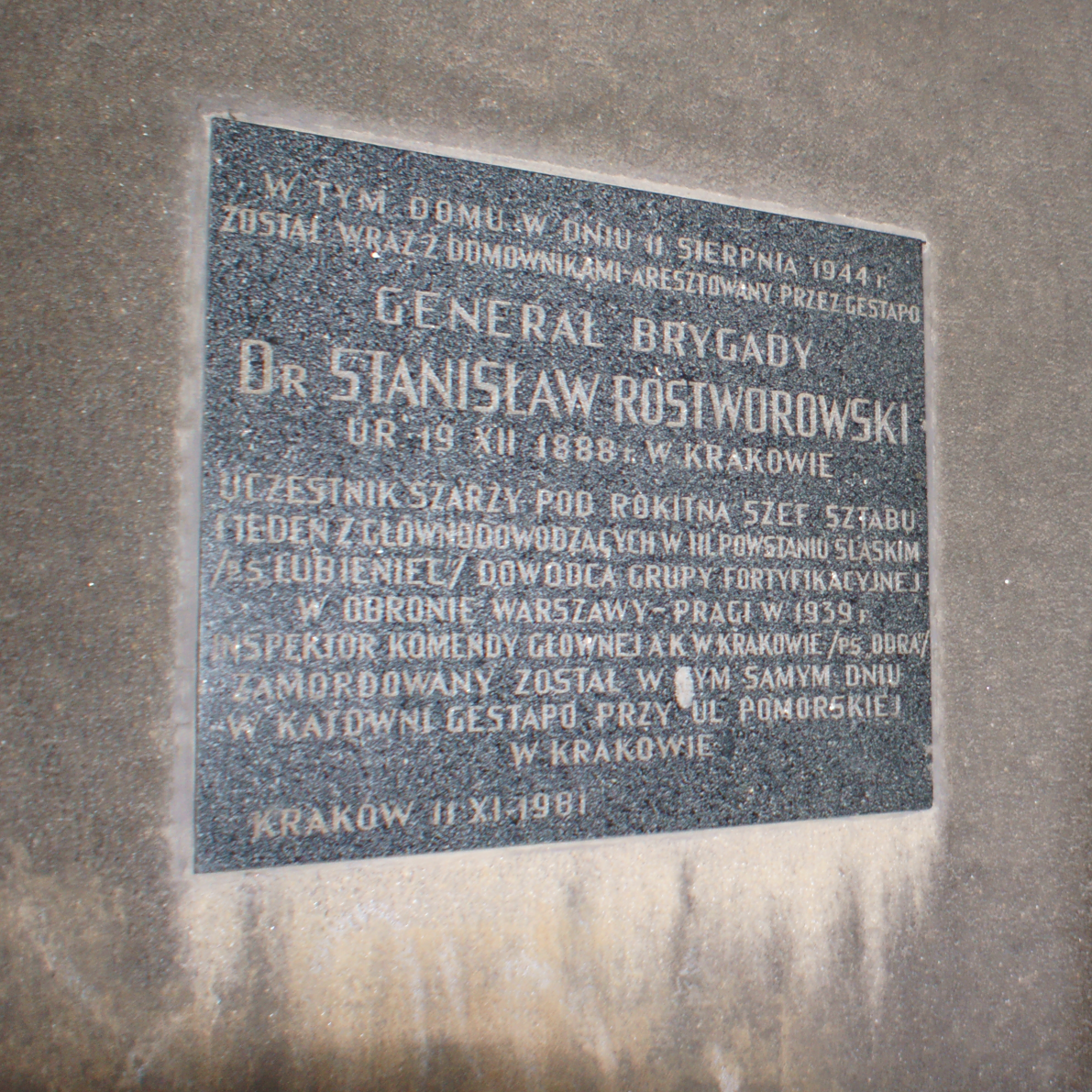
Tablica ku czci gen. Stanisława Rostworowskiego (1888-1944) przy ul. św. Marka w Krakowie
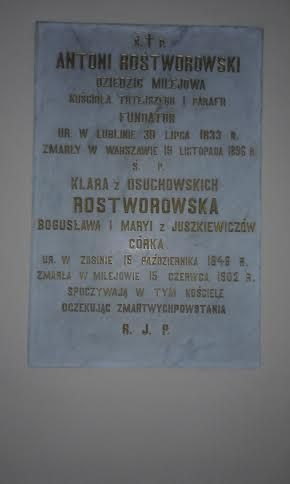
Epitafium Antoniego Rostworowskiego i Klary z Osuchowskich w kościele parafialnym w Milejowie
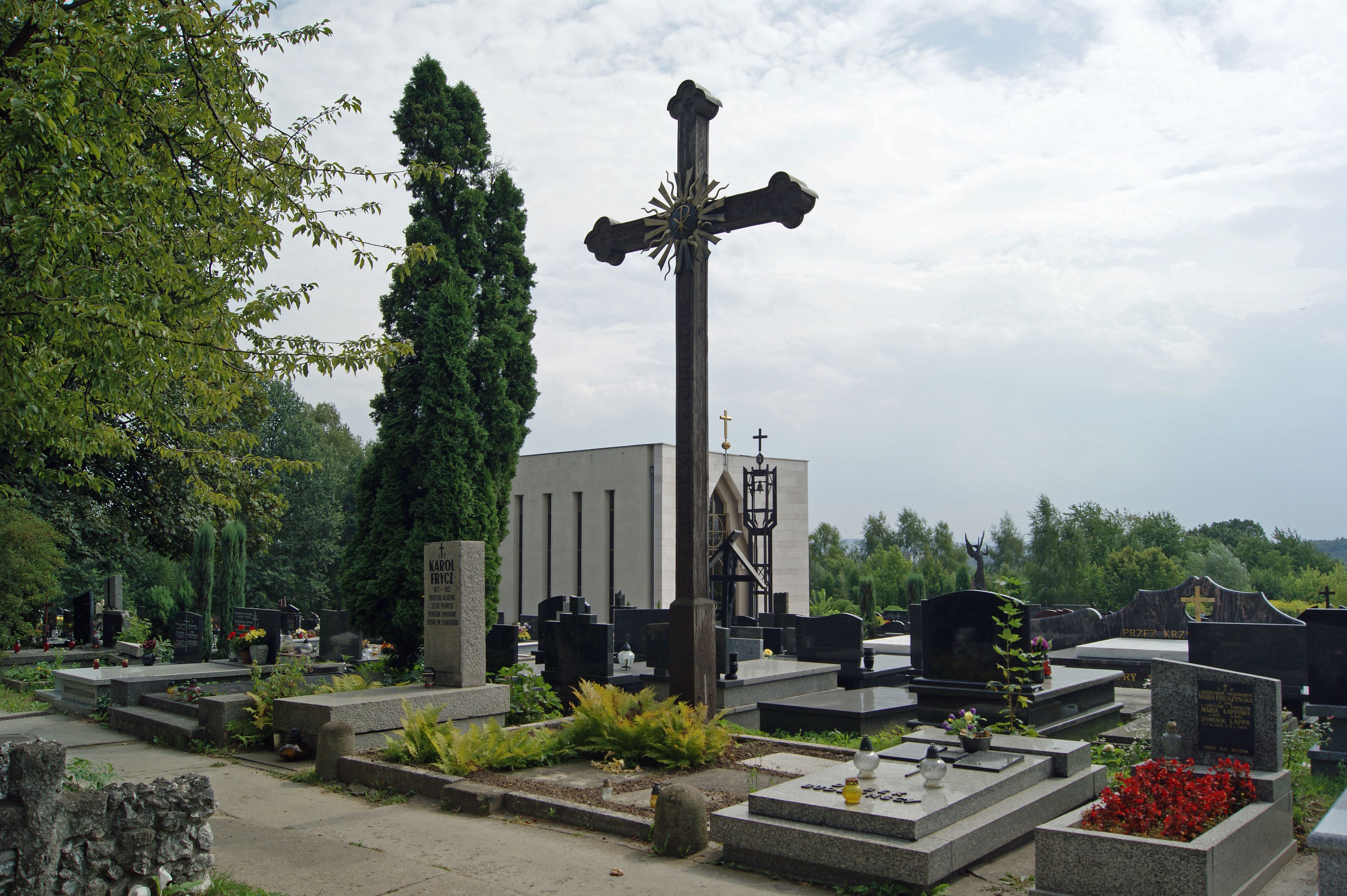
Grób rodziny Karola Huberta (1877-1938) i Róży z Popielów (1887-1971) Rostworowskich na Cmentarzu Salwatorskim w Krakowie
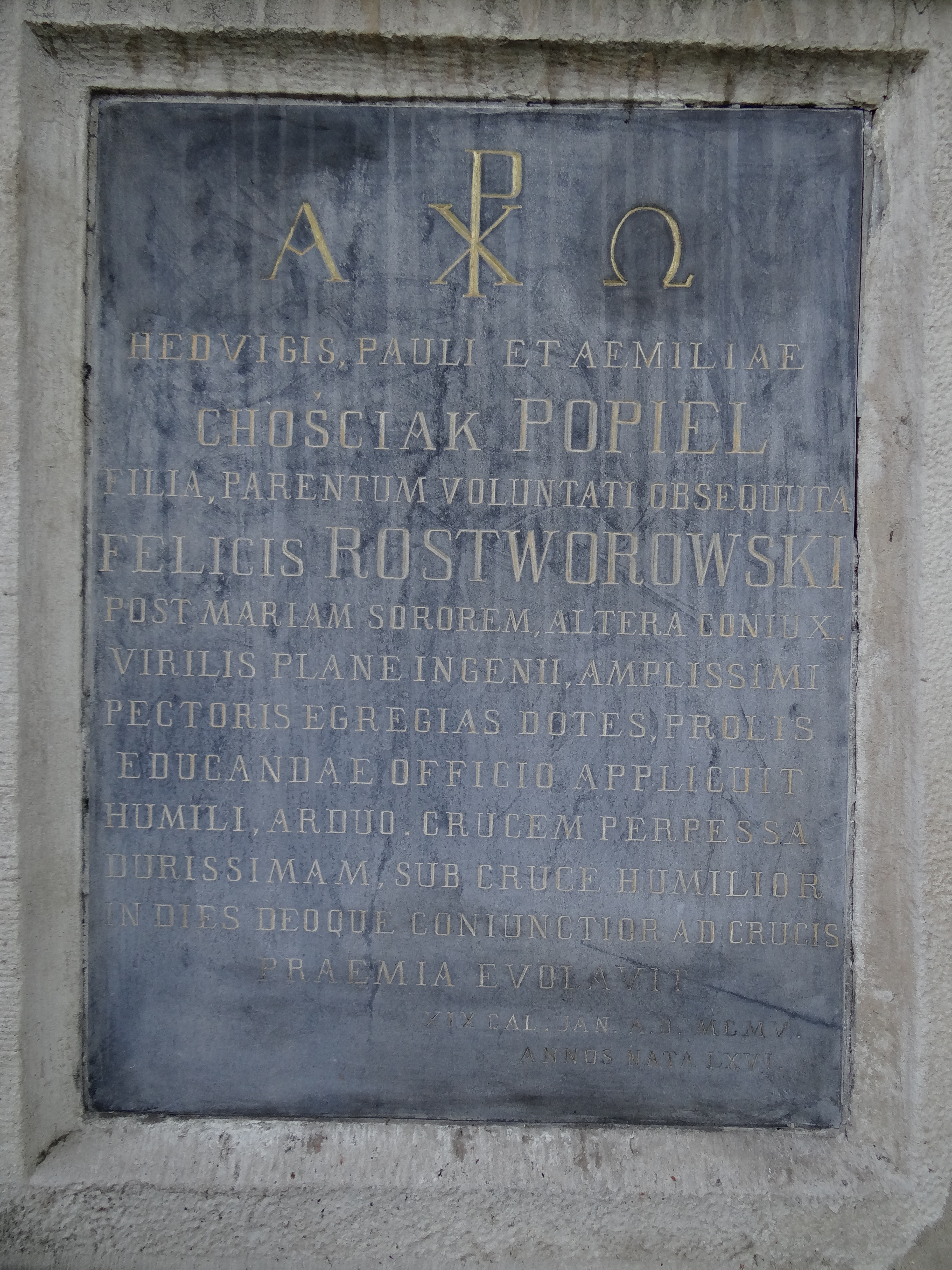
Tablica nagrobna Jadwigi z Popielów Feliksowej Rostworowskiej (1834-1905) w Ruszczy k. Krakowa

## Fundacje

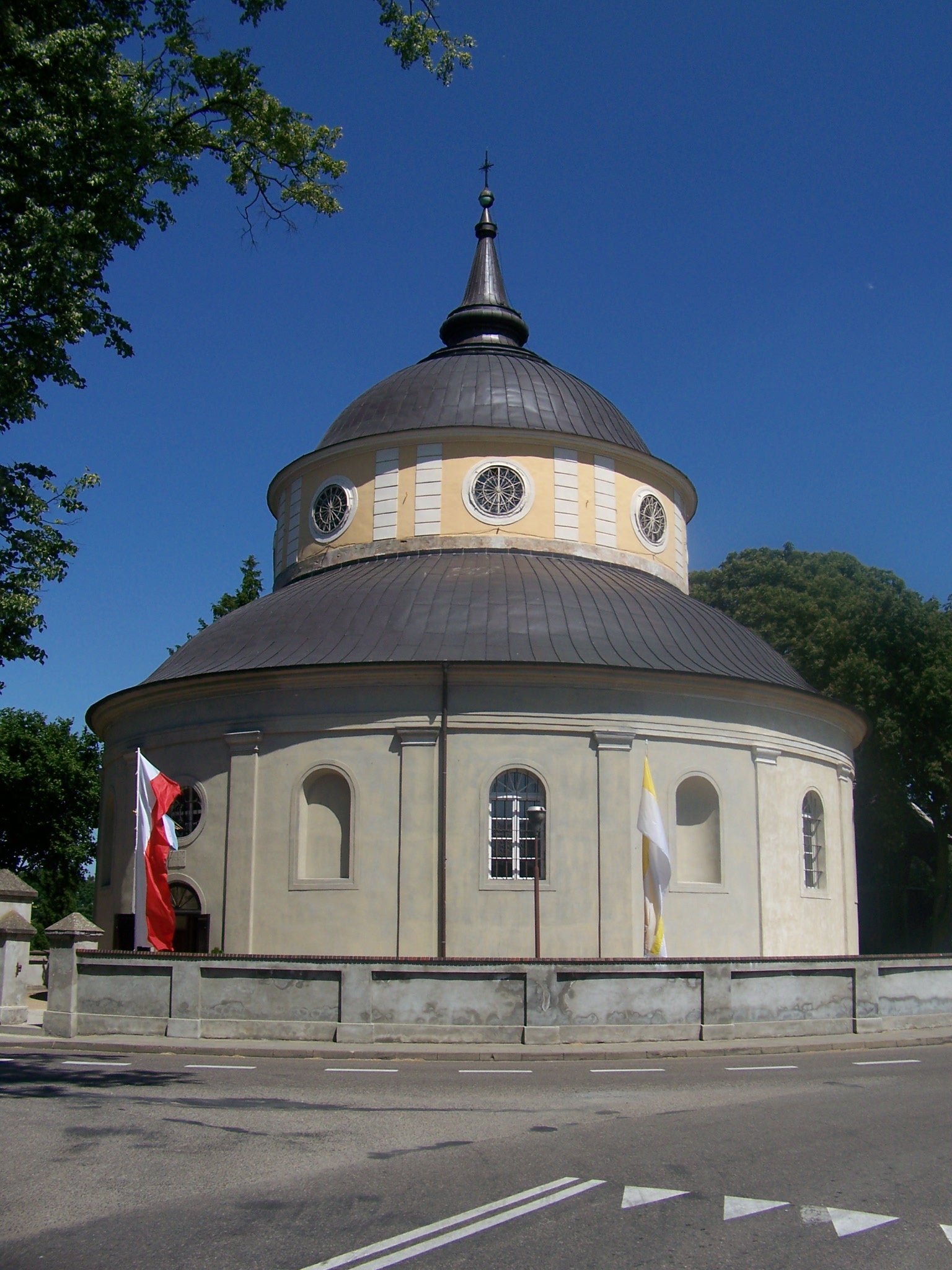
Kościół parafialny w Parkowie w Wielkopolsce, z fundacji Franciszka Jana Rostworowskiego (zm. 1781)
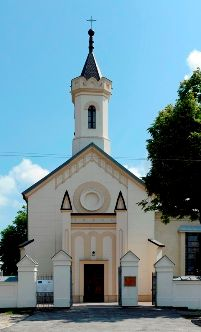
Kościół parafialny w Milejowie na Lubelszczyźnie, z fundacji Antoniego Melitona Rostworowskiego (1789-1843)
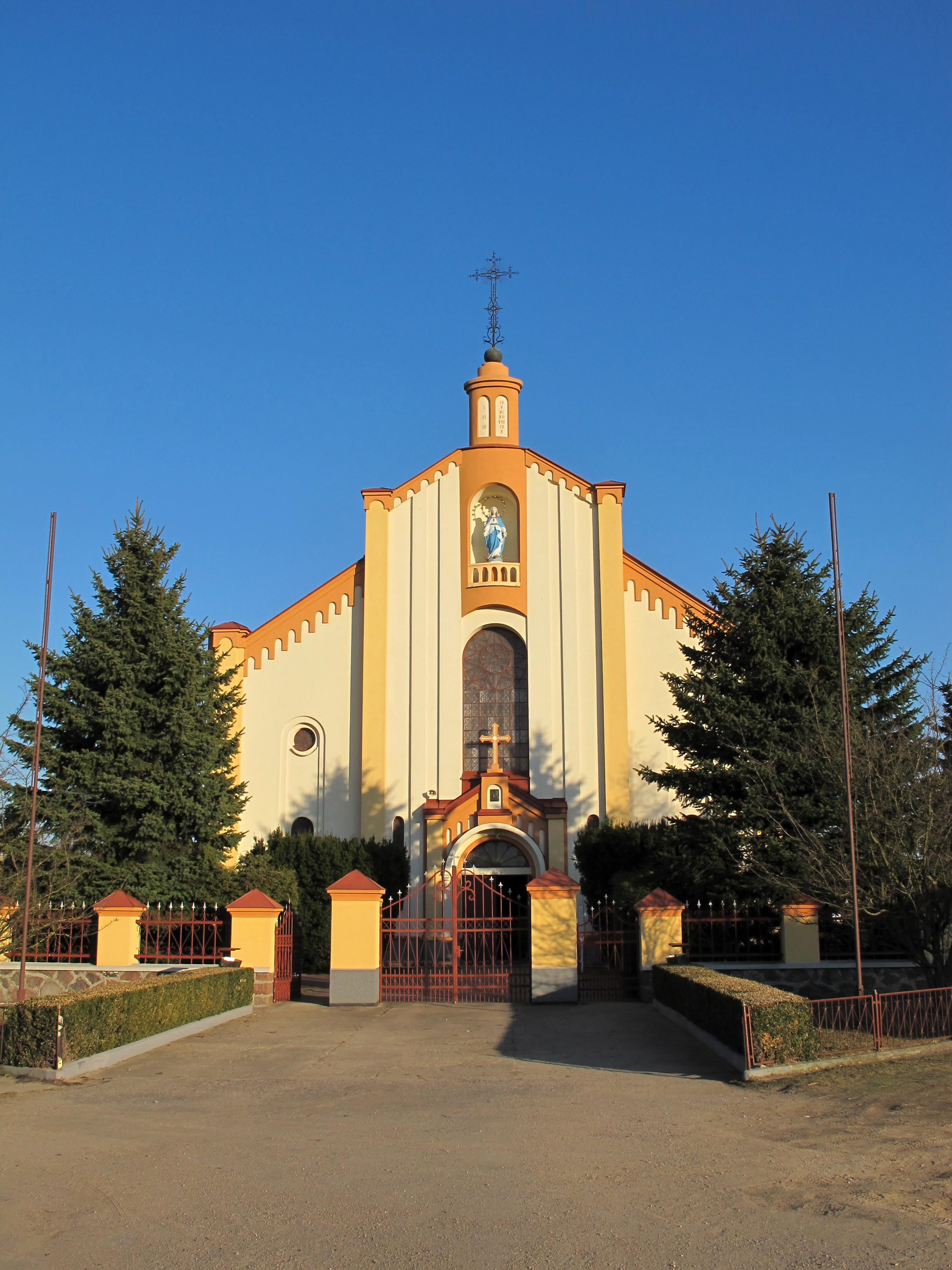
Kościół parafialny w Waniewie na Podlasiu, z fundacji Romana Rostworowskiego (1826-1906)
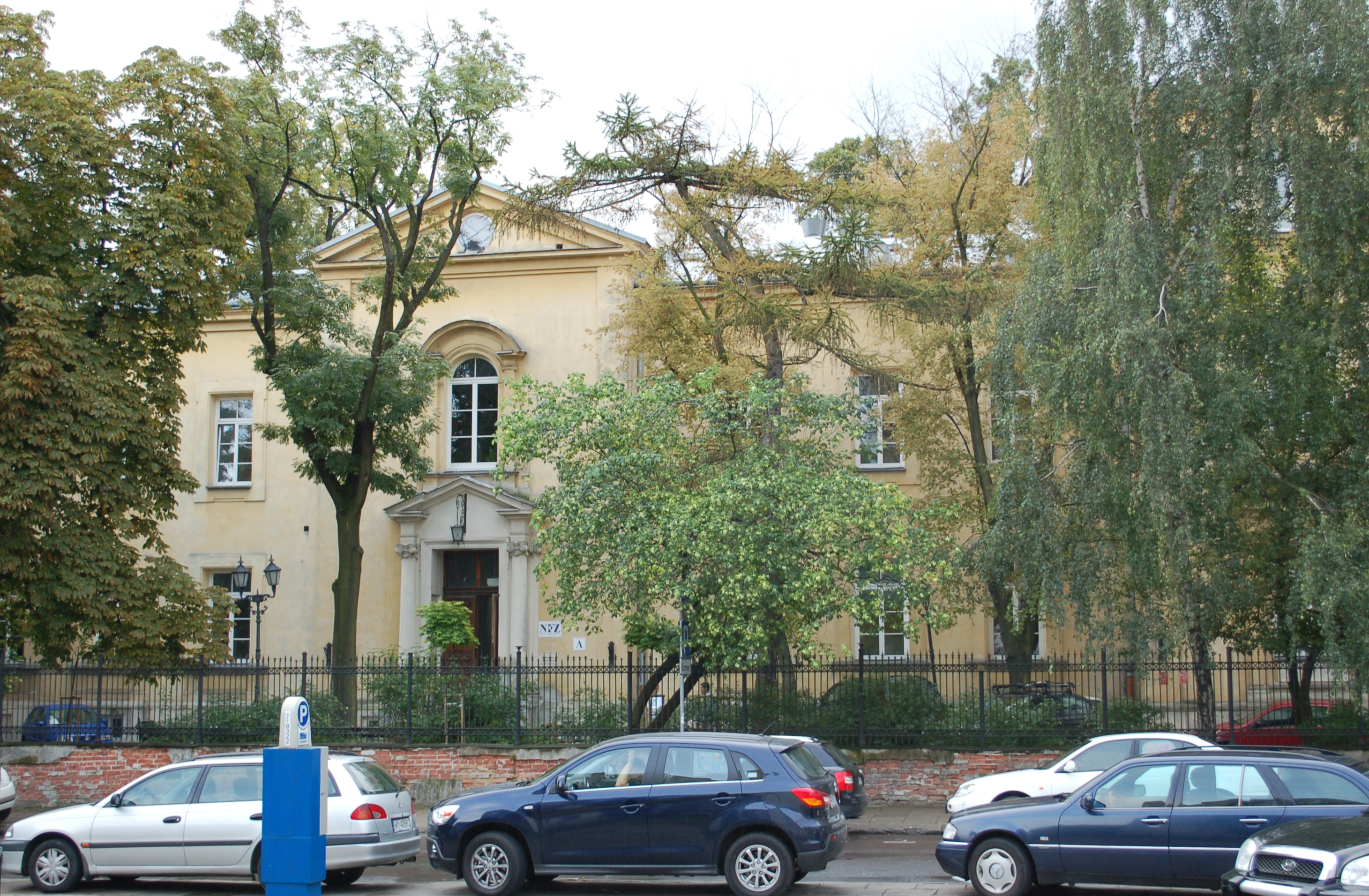
Szpital dla Dzieci w Warszawie, którego współfundatorami byli Janusz (1811-1891) i Karolina z Kofflerów (1812-1885) Rostworowscy
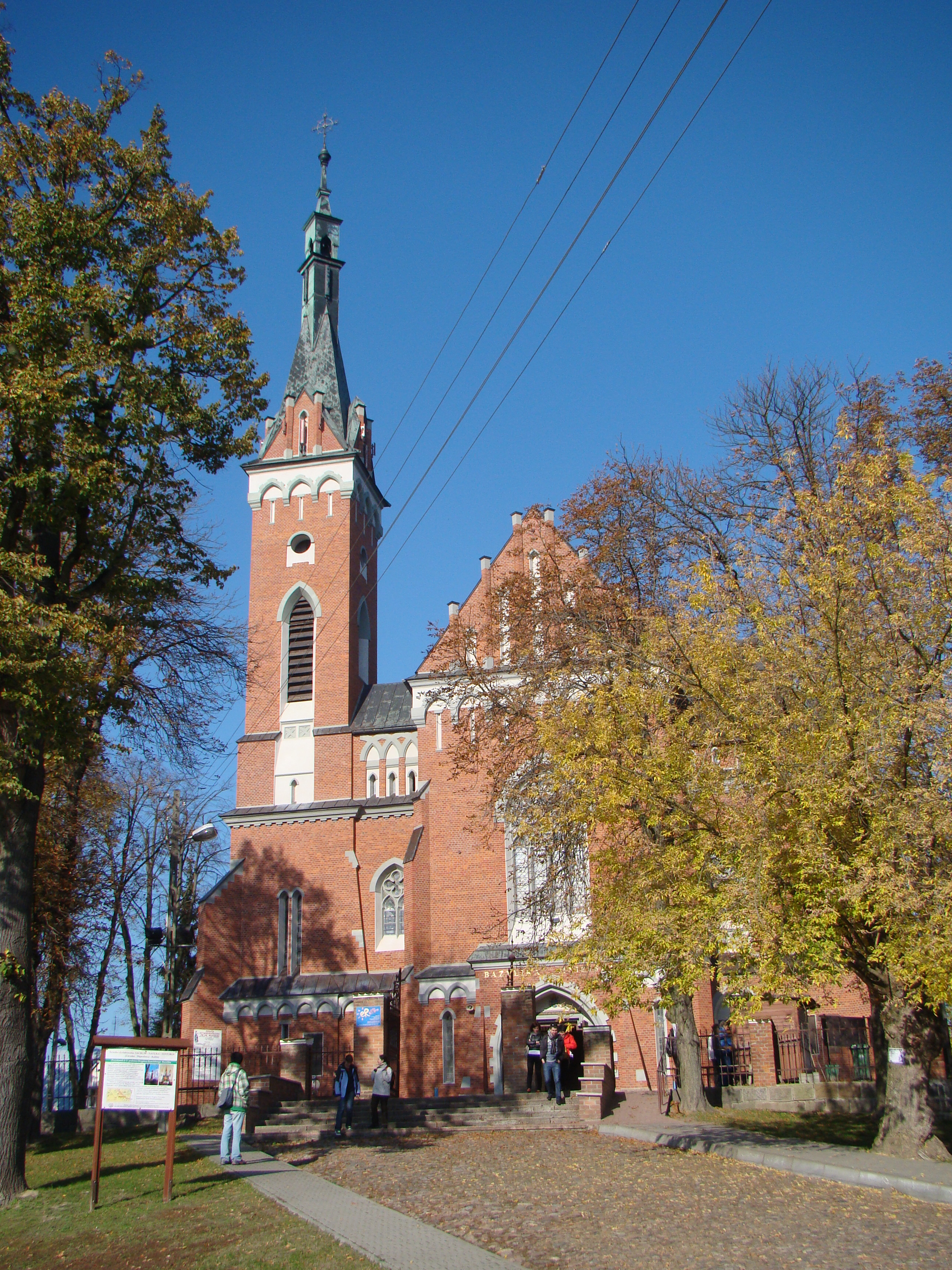
Bazylika w Wąwolnicy na Lubelszczyźnie, której współfundatorem był Antoni Jan Rostworowski (1871-1934)
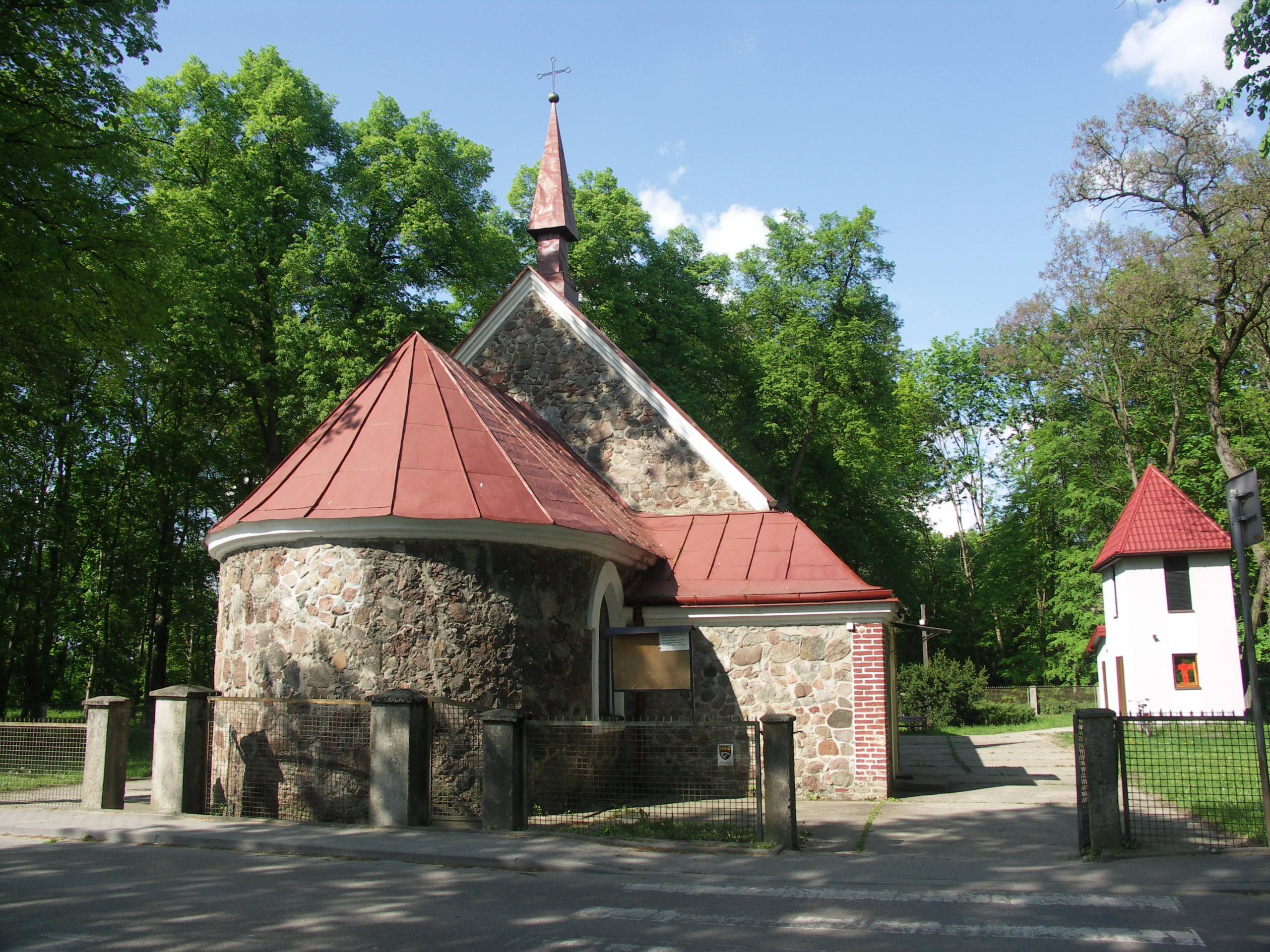
Kościół parafialny w Złotokłosie pod Warszawą, fundacji Wojciecha Rostworowskiego (1877-1952)
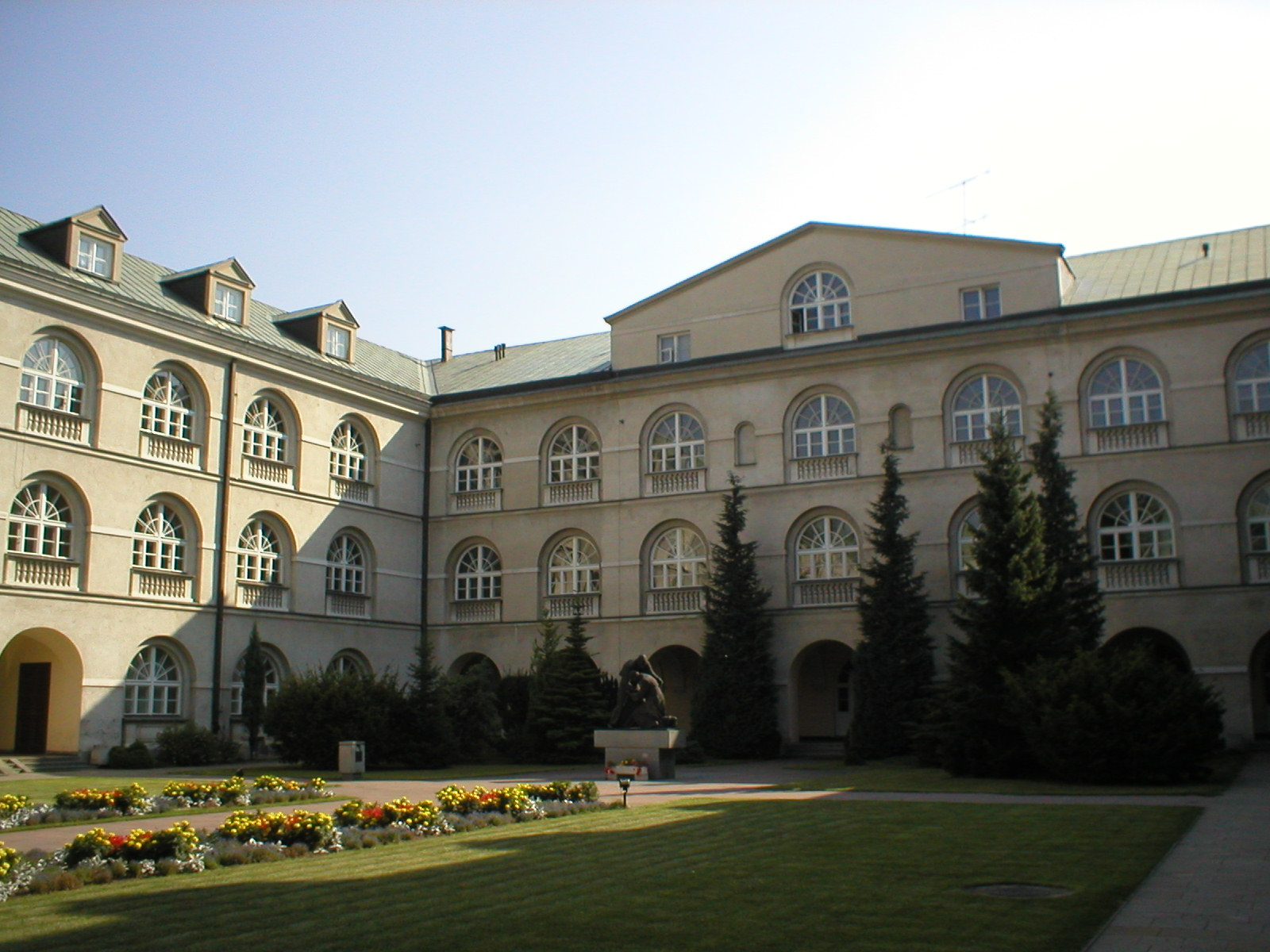
Katolicki Uniwersytet Lubelski, który powstał m.in. dzięki finansowemu wsparciu Antoniego Jana Rostworowskiego (1871-1934) oraz Zofii z Rostworowskich Wesslowej (1867-1929)